# Кильме

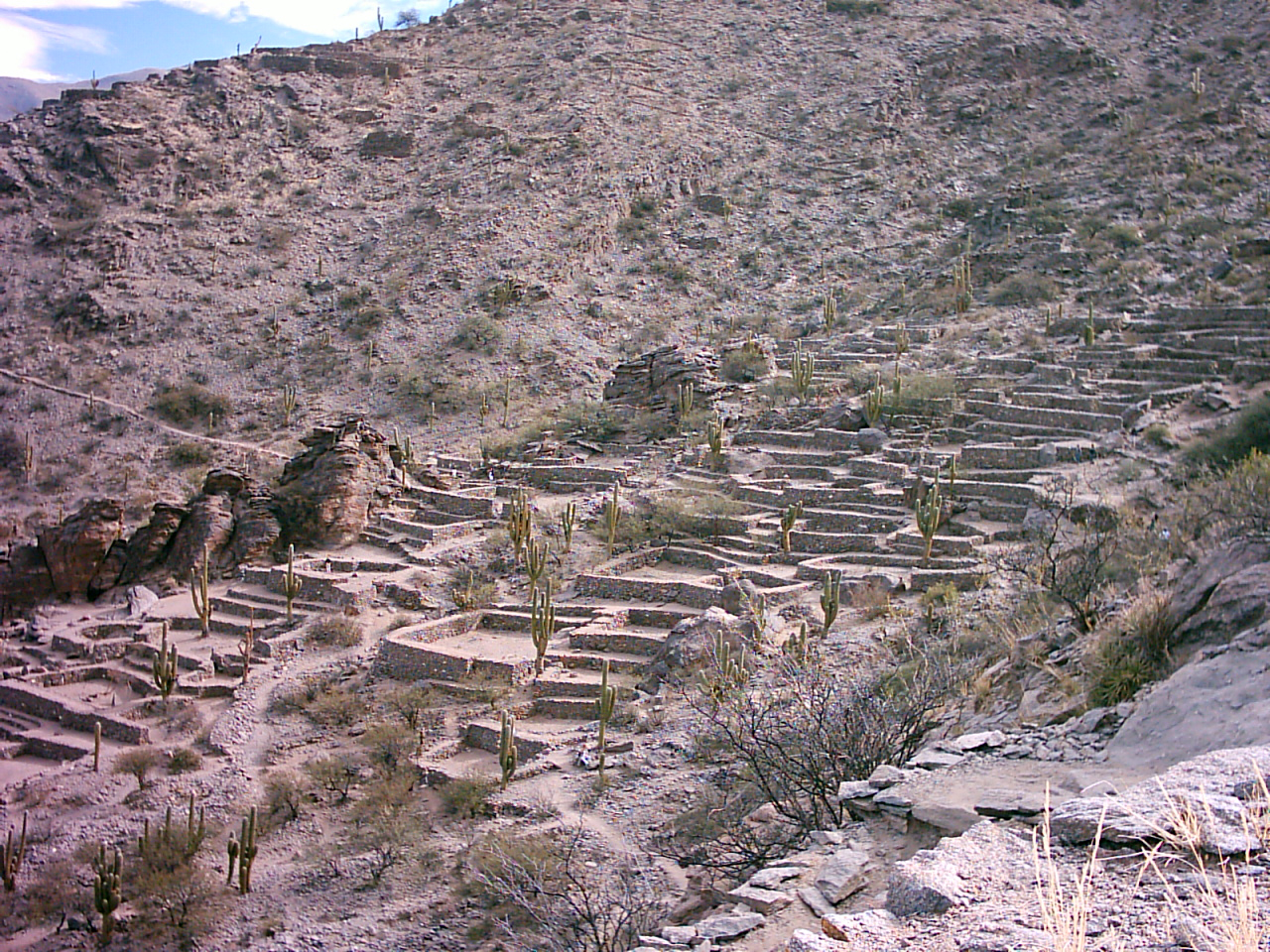
Руины Кильме, провинция Тукуман.

Кильме(с) (исп. Quilme(s)) — доисторический народ, относившийся к группе диагита. Населял западные субандские долины на территории современной провинции Тукуман на северо-западе Аргентины. Кильме яростно сопротивлялись экспансии инков в XV веке и выдерживали атаки испанских конкистадоров в течение 130 лет вплоть до окончательного поражения 1667 года. Последних 2000 выживших семей кильме (около 10 тыс. человек) испанцы переселили в резервацию («редукцию») в 20 км к югу от Буэнос-Айреса, заставив людей пройти пешком около 1500 км, причём по дороге многие сотни из них погибли. К 1810 году резервация была заброшена и превратилась в город-призрак. Позднее на её месте возник город Кильмес.
В настоящее время немногочисленные представители племени обитают в провинции Тукуман.
По дороге в Кафаяте, в 182 км от города Сан-Мигель-де-Тукуман находятся руины крепости, известной как Руины Кильме. Это один из важнейших археологических памятников Аргентины. Его обнаружил этнограф и натуралист Хуан Баутиста Амброзетти в конце XIX века. Крепость была отреставрирована в 1978 году. По состоянию на 2007 г. археологический памятник находится в частном управлении, на его территории расположена гостиница.